# Museo Nacional de Costa Rica
El Museo Nacional de Costa Rica se encuentra ubicado en la ciudad de San José. Fue creado el 4 de mayo de 1887 por medio del acuerdo Nº 60, durante la administración del presidente Bernardo Soto Alfaro. La actual localización del museo es el antiguo "Cuartel Bellavista". Este último pasó a manos del museo cuando el ejército se abolió como una institución permanente.
El museo ofrece actualmente varios servicios entre ellos, salas de exhibición, talleres, charlas, material informativo y visitas guiadas, entre otros. 

## Los orígenes del Museo Nacional
El 4 de mayo de 1887, bajo la presidencia de Bernardo Soto Alfaro, se creó el Museo Nacional con el propósito de dotar al país de un establecimiento público para depositar, clasificar y estudiar los productos naturales y artísticos.
Desde sus primeros años, el museo se orientó hacia la investigación científica, educación, exhibición y defensa del patrimonio cultural y natural. Destacan en sus orígenes figuras como Anastasio Alfaro, Henri Pittier, Pablo Biolley, José Cástulo Zeledón, Adolfo Tonduz, María Fernández de Tinoco y José Fidel Tristán, entre otras. 
En sus más de cien años de existencia, ha ocupado cuatro edificios distintos. Los tres primeros ya fueron demolidos. 
- De 1887 a 1896 se situó en el edificio de la Universidad de Santo Tomás.
- De 1896 a 1903 estuvo en los jardines del Laberinto, en el Sur de San José.
- De 1903 a 1949 ocupó el antiguo edificio del Liceo de Costa Rica, donde hoy está la Caja Costarricense del Seguro Social.
- Desde 1950 hasta nuestros días, el Museo Nacional ha tenido su sede principal en las instalaciones del antiguo Cuartel Bellavista.

## El Cuartel Bellavista

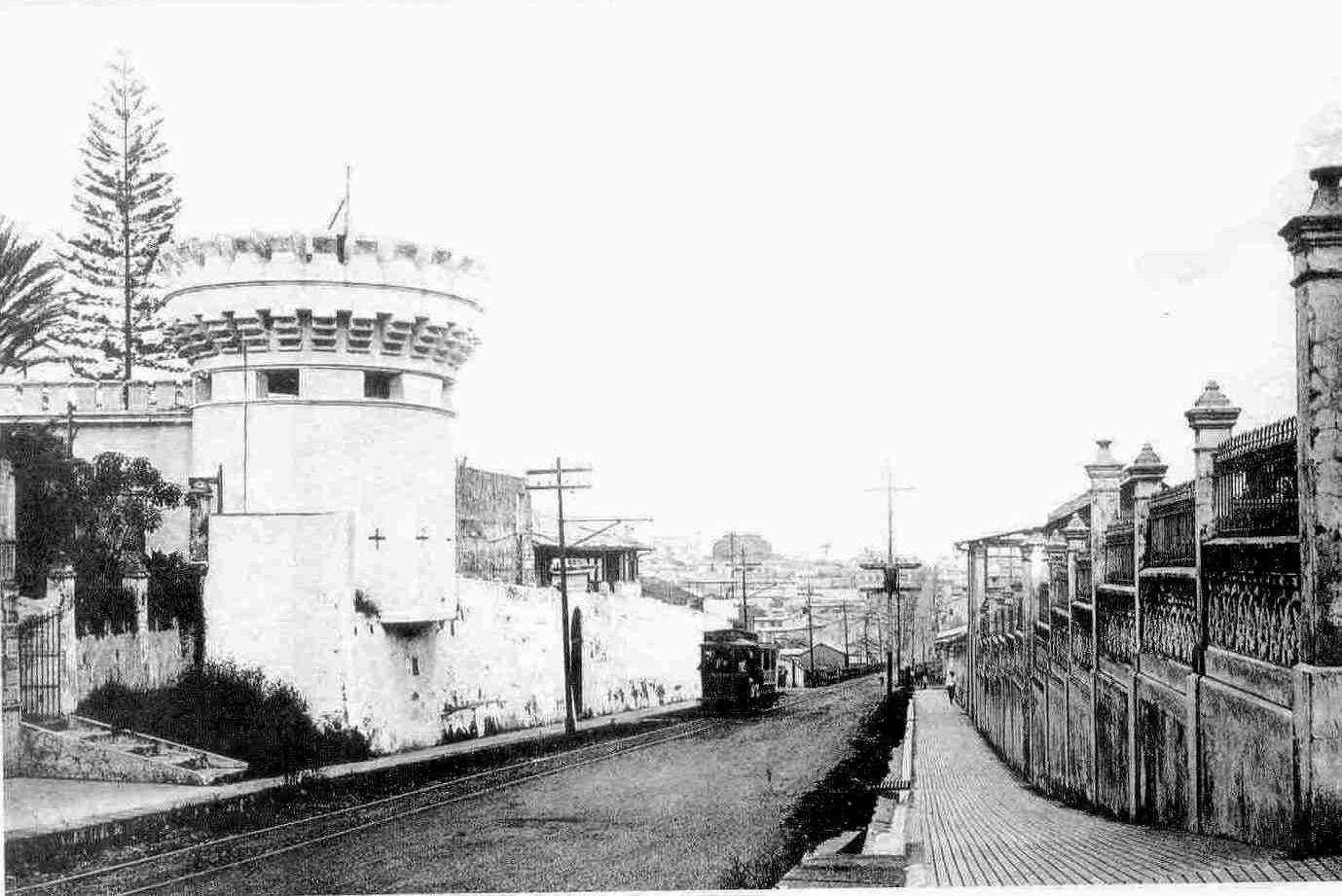
Cuartel Bellavista (1922)

El terreno donde se ubica hoy el Museo Nacional estuvo dedicado, a mediados del siglo XIX, a la siembra de café. Posteriormente acogió al naturalista alemán Alexander von Frantzius y luego, a partir de 1877, al reformador de la educación costarricense, Mauro Fernández Acuña. 

Años después el Estado adquirió la propiedad y se dio inicio a la construcción del cuartel en 1917 y se aceleró a raíz del golpe de Estado propiciado por Federico Tinoco Granados ese año. En 1919, Tinoco fue derrocado, lo cual provocó la paralización de las construcciones en 1923. Los trabajos se reiniciaron y finalizaron durante la administración de don Cleto González Víquez (1928 – 1932). 

El Cuartel Bellavista fue bodega de armas y se usó para impartir instrucción militar a reclutas, como manejo de armas, táctica y disciplina; también se les instruía en principios morales. 

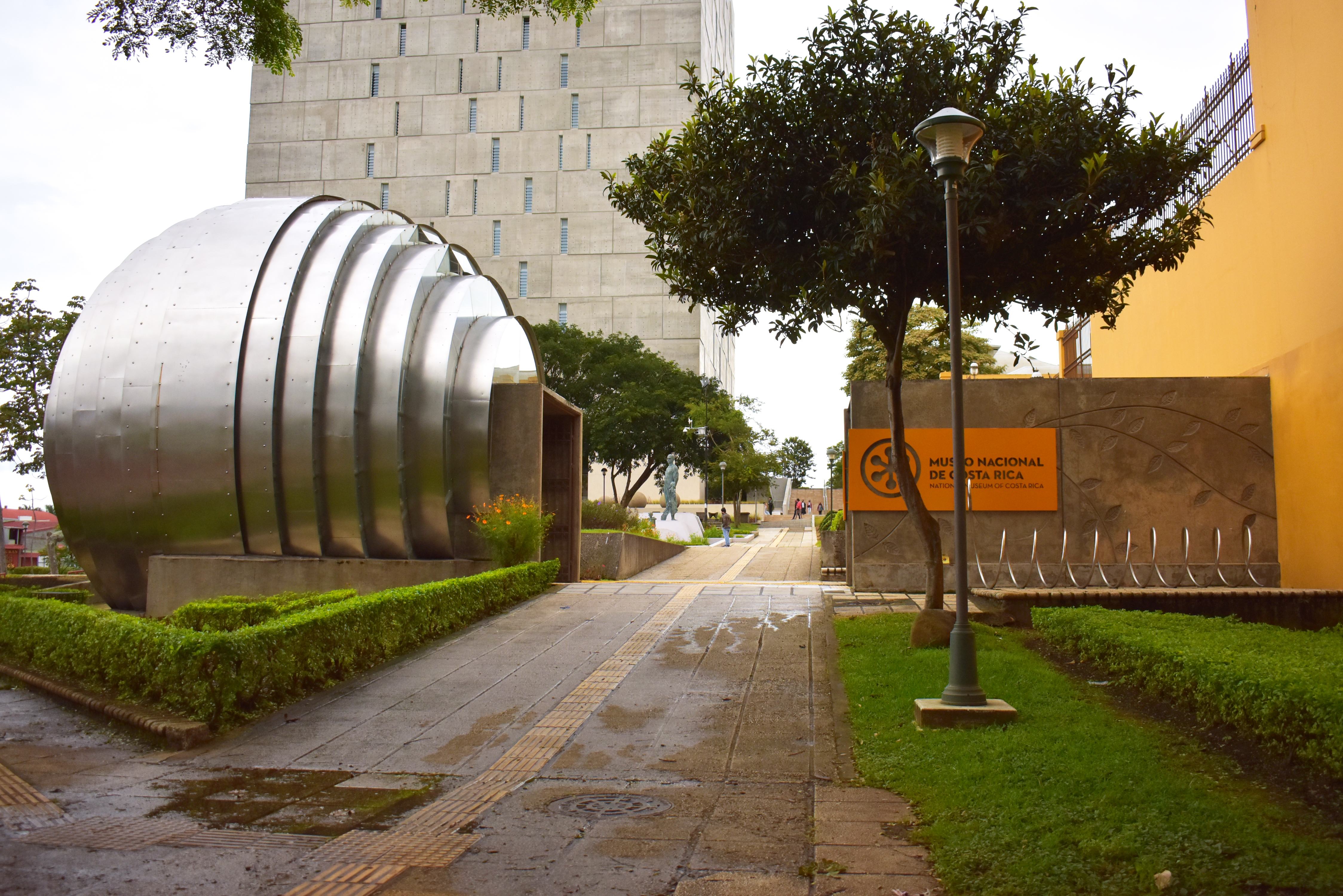
Acceso lateral al Museo Nacional de Costa Rica, donde muestra una esfera como obra de arte.

El 1 de diciembre de 1948 dejó de funcionar como cuartel, cuando se decretó la abolición del ejército. Más tarde, cuando el Museo tomó posesión del lugar, en 1950, se acondicionaron los espacios para ser utilizados como salas de exhibición. 

## Exhibiciones
Historia Precolombina

Más de 800 objetos, como puntas de flecha, metates, vasijas, enterramientos, collares, y otros artefactos de decoración personal y ceremonial, en materiales como cerámica, piedra, oro, jade y hueso; le mostrarán la forma de vida de las culturas antiguas. En un recorrido cronológico, desde los 12 mil años a. C. hasta la llegada de los españoles, 1.500 años d. C., se relatan los cambios económicos, sociopolíticos y religiosos que se dieron en las sociedades que habitaron el territorio nacional. 

Oro Indígena

En esta sala se muestra la visión espiritual de los indígenas por el oro y las técnicas que utilizaron en la elaboración de las piezas. Se exhiben representaciones de animales, figuras de chamanes en miniatura y objetos de decoración personal y de distinción de rango.

Historia Patria

Presenta una síntesis del desarrollo de Costa Rica, desde la llegada de los españoles hasta la actualidad. Fotografías, dibujos y objetos históricos rememoran la época colonial, la independencia, el aporte social y económico del café, el banano y el ferrocarril, entre otros temas. 

Casa Colonial

Recrea los espacios de un dormitorio y un comedor de una casa colonial. La estructura es original de una casa de la provincia de Guanacaste. 

De Cuartel a Museo

En este espacio se encuentran las antiguas celdas del Cuartel, con los grafitis escritos por los mismos prisioneros durante los años 40. Se ubican también los baños y los servicios sanitarios utilizados por las tropas. 

Casa de los Comandantes

Una exhibición en sí mismas, estas dos casas rescatan la belleza patrimonial arquitectónica de la ciudad de San José. Fueron construidas entre finales del siglo XIX y principios del XX. En el transcurso de estos años fueron ocupadas para diversos fines y su arquitectura original fue intervenida en múltiples ocasiones. Durante la época del Cuartel Bellavista fueron habitadas por el primer y segundo comandante. Se puede recorrer los diferentes ambientes internos que dan lugar a exposiciones temporales.

Salas de Exhibición Temporal

El Museo Nacional cuenta con tres salas para exhibiciones temporales, que dan lugar a proyectos de temas diversos como pintura, escultura, historia y biodiversidad, entre otros.

Salas del Museo Nacional
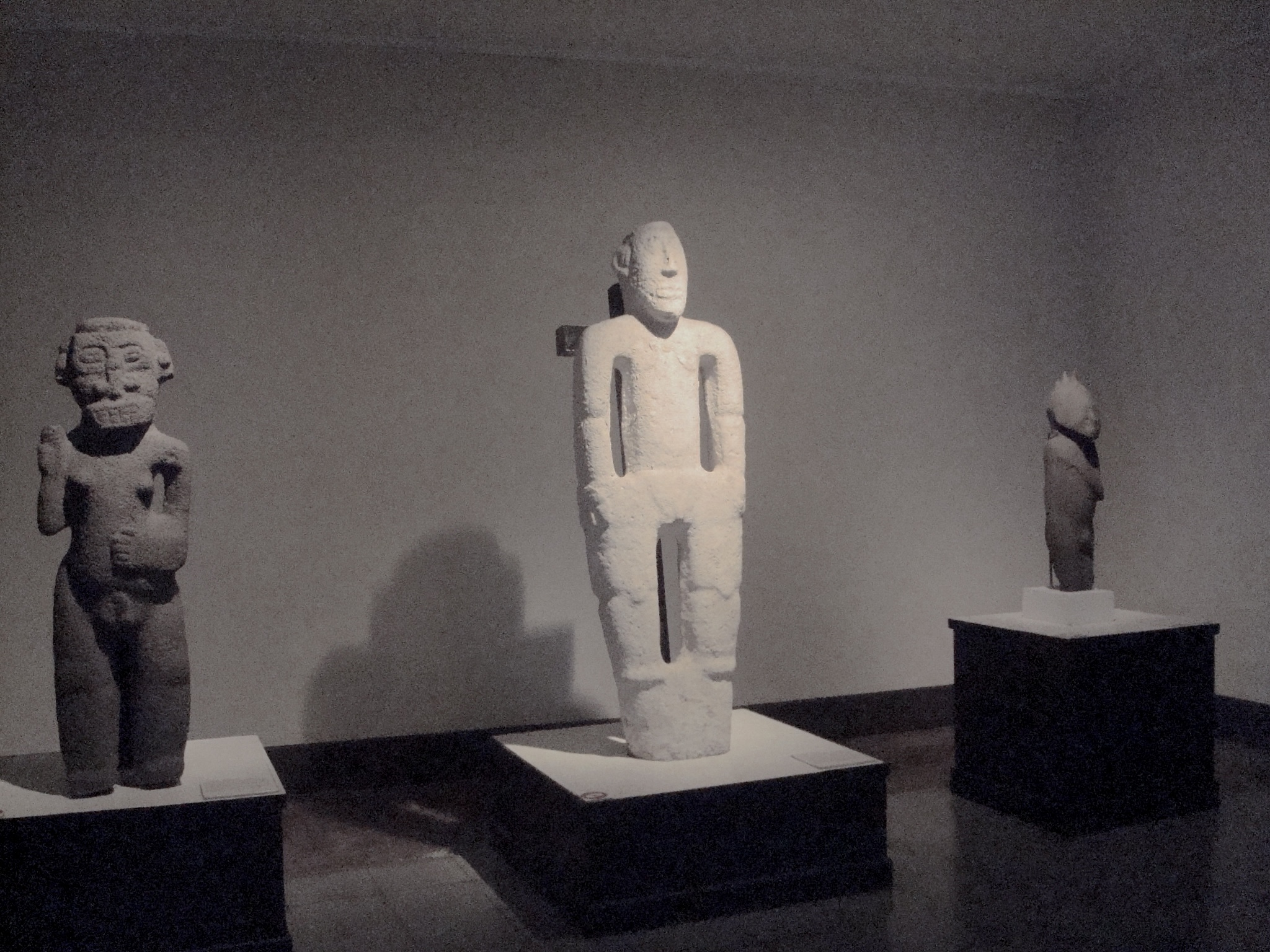
Sala precolombina.
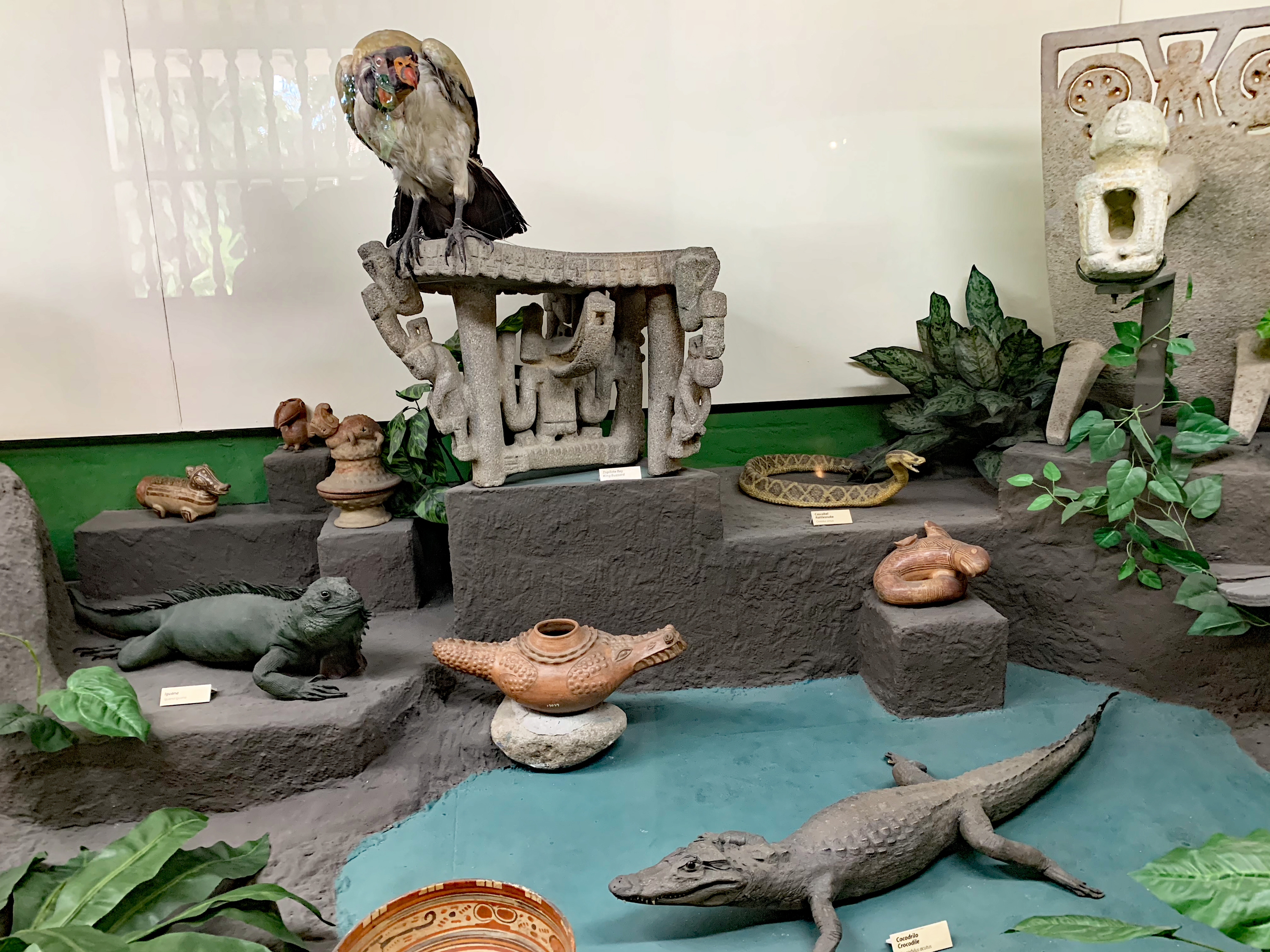
Diorama fauna y arte precolomino
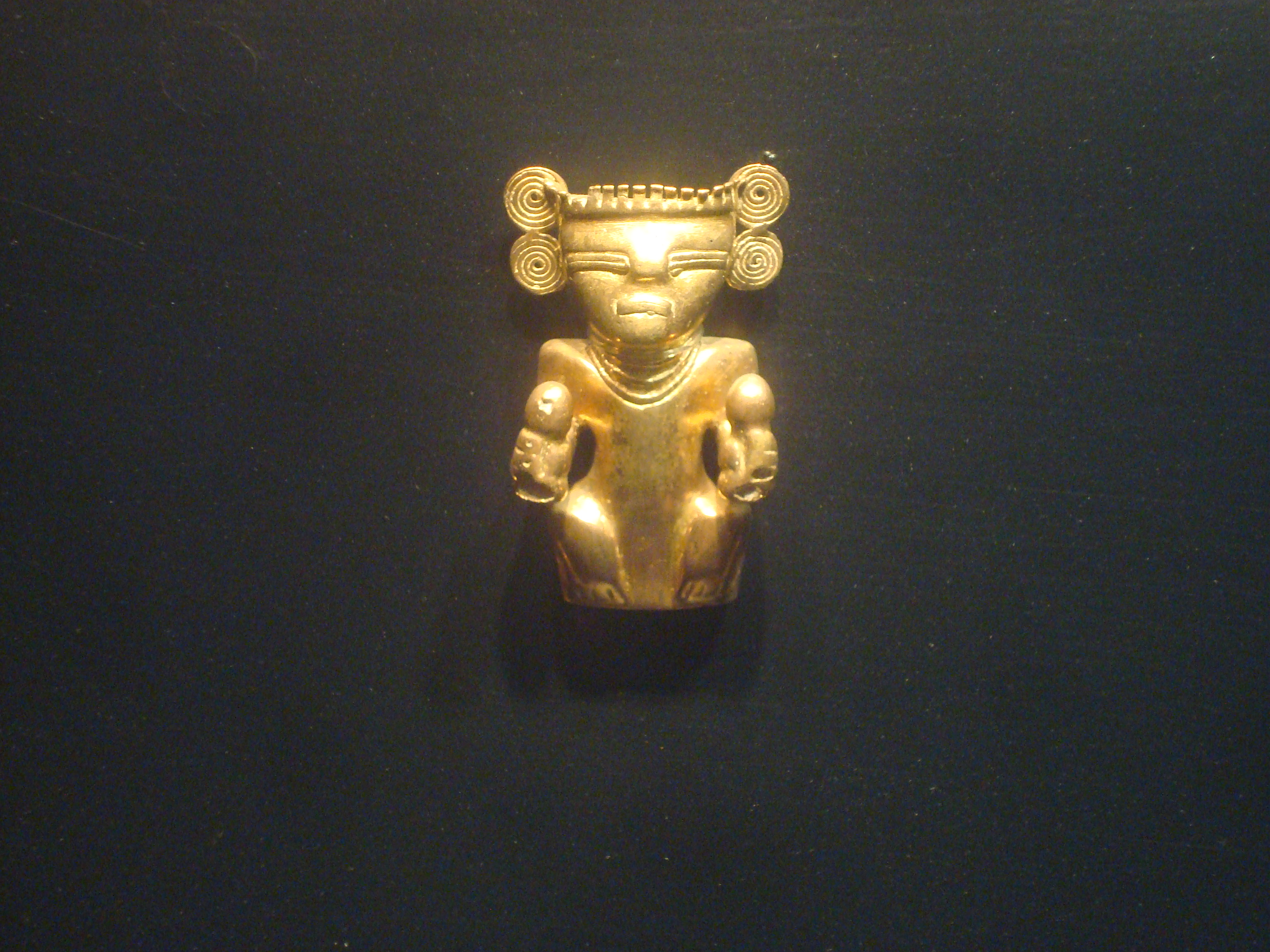
Oro indígena.
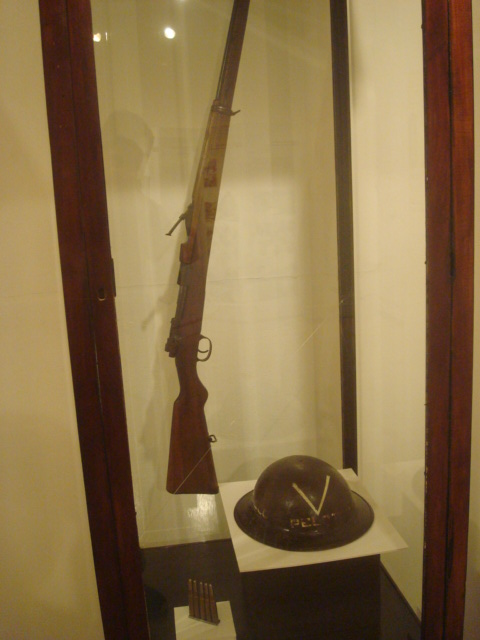
Historia Patria.
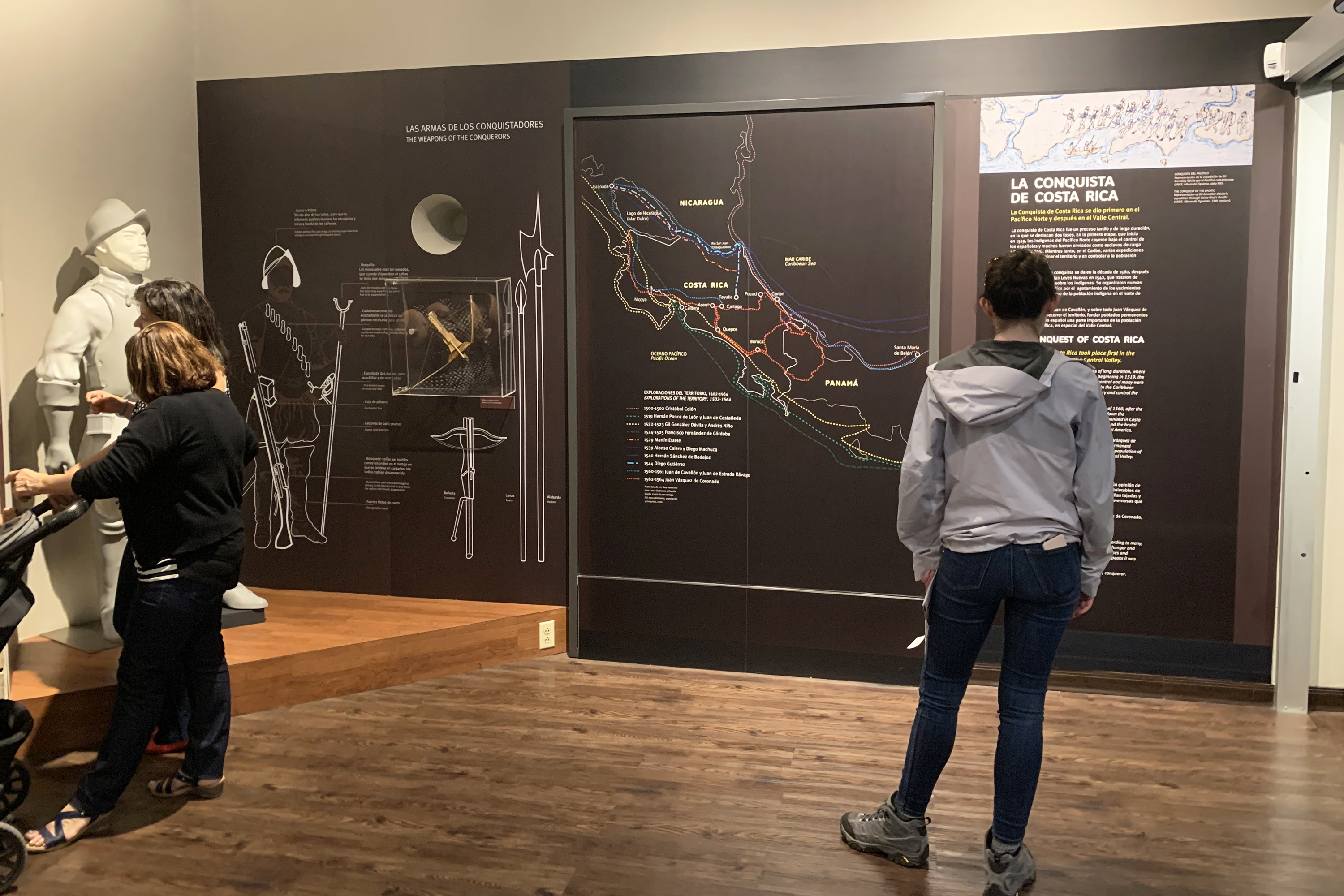
Sala Colonial
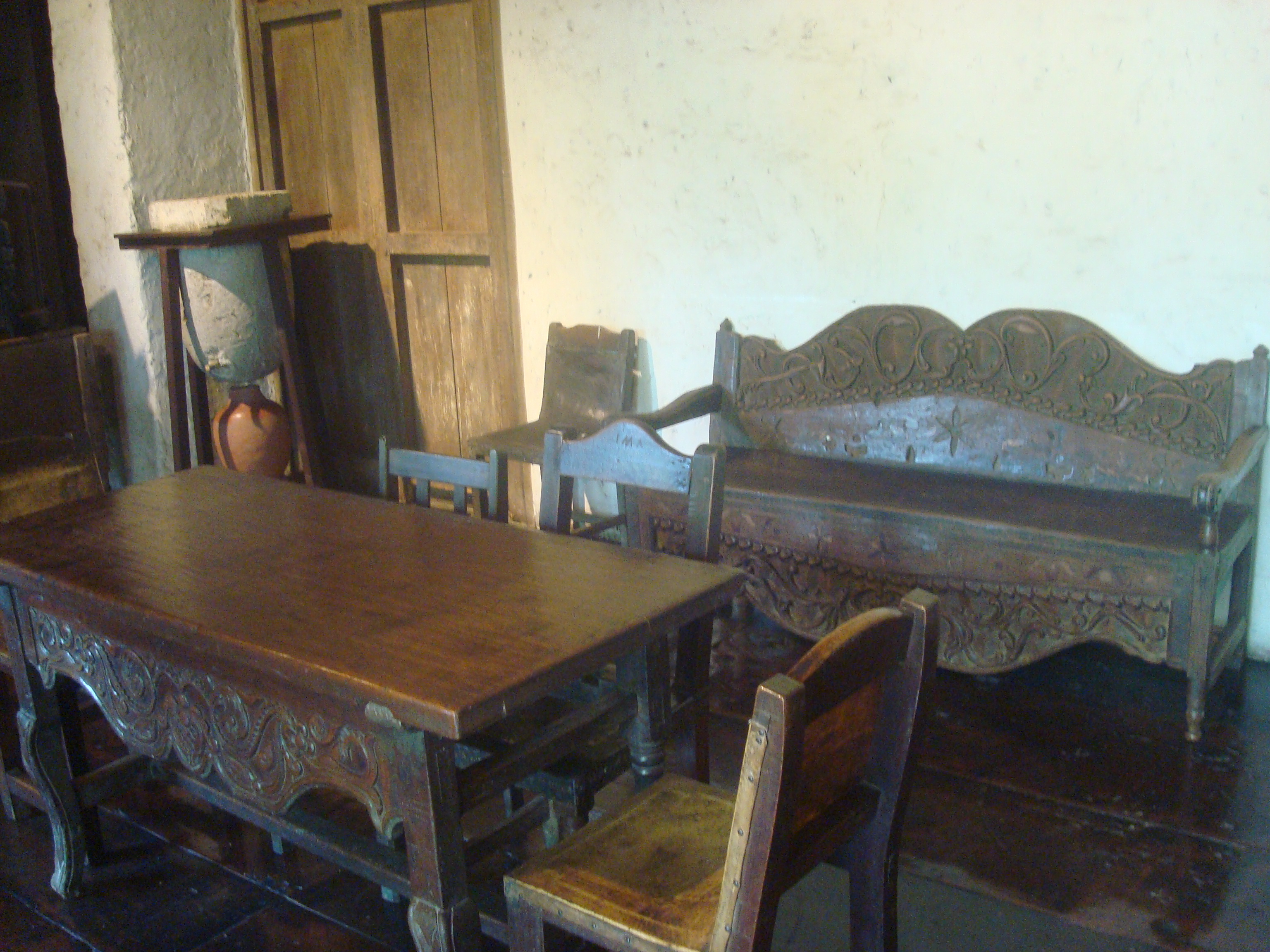
Casa colonial.
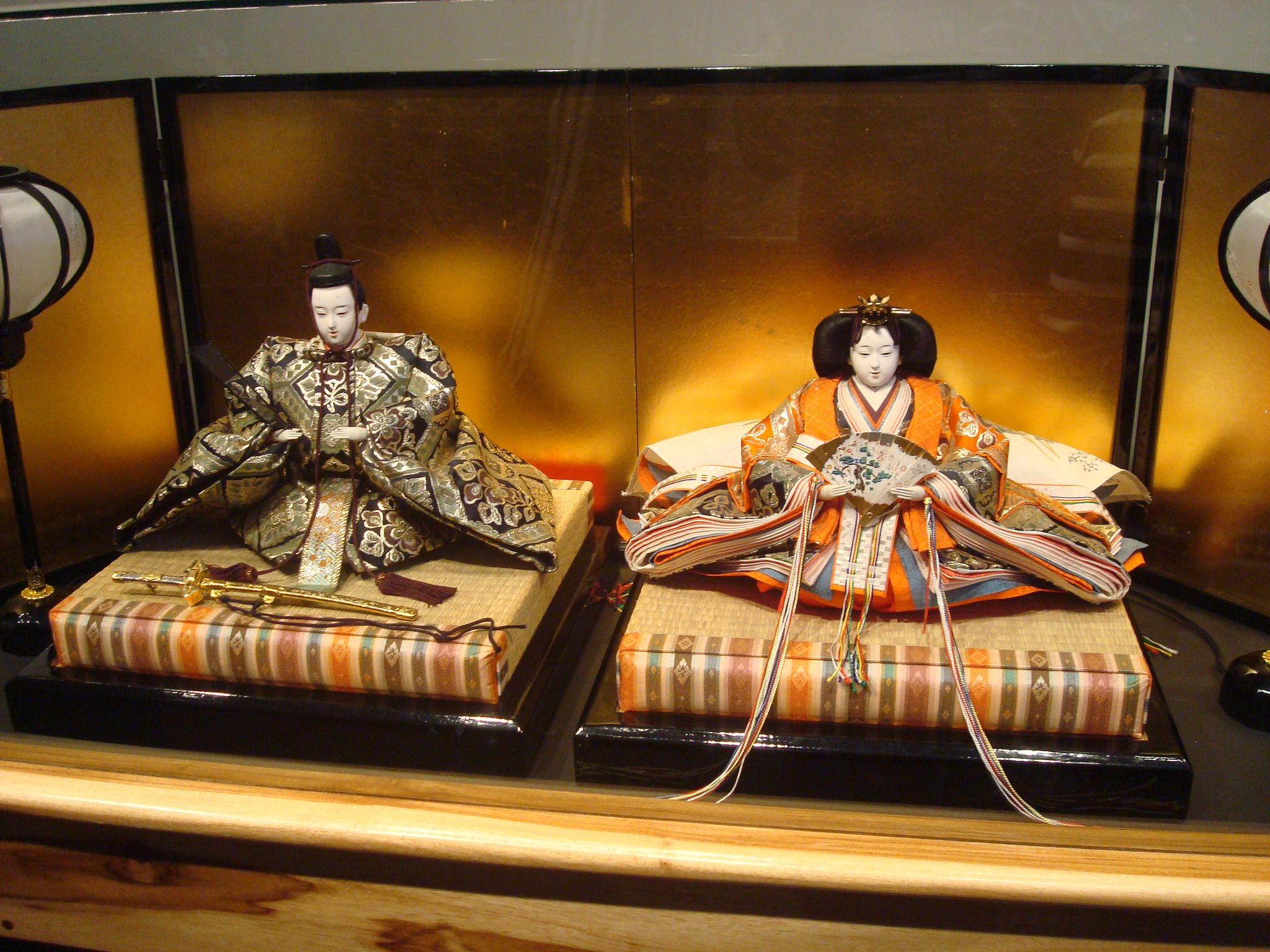
Exhibición temporal.

## Servicios educativos
Visitas por el Museo Nacional

- Con facilitador: se ofrece para grupos de estudiantes de segundo ciclo de la enseñanza general básica en adelante. En la visita el facilitador junto con los estudiantes y el docente comparten conocimientos en torno a los temas expuestos en las diferentes exhibiciones.

- Exploratoria visual: es una visita guiada impartida por un funcionario del Museo, para todos los niveles educativos y por cualquier sala. Consiste en una observación detallada y el análisis de algunos objetos y temas de la exhibición.

- Exploratoria: especial para grupos que visitan el museo por primera vez. Realizan el recorrido de forma libre por las exhibiciones, a cargo del coordinador del grupo.

Para todas las visitas es necesario que el coordinador o el docente del grupo reserve 15 días antes, al teléfono (506)2257 1433 ext.216, los días martes, miércoles o jueves, de 1 p. m. a 4 p. m.
Talleres, charlas y actividades socioculturales
Cada año, en enero y julio, durante las vacaciones el museo realiza talleres para la familia. También celebra algunas fechas conmemorativas como el Día Indígena, El Día Internacional de los Museos, el Día de las Culturas y la Abolición del Ejército, entre otras. Además, realiza festivales para todo el público en donde incluye presentaciones de grupos musicales y de danza, artesanos y otras expresiones de la cultura tradicional y contemporánea. 

Biblioteca Héctor Gamboa Paniagua

Es una unidad de información especializada en las áreas de historia natural, antropología, arqueología, historia de Costa Rica y museología. Ofrece el servicio de préstamo en sala, préstamo interbibliotecario, bases de datos, búsqueda especializada, alerta y acceso virtual en la dirección: http://metabase.net Archivado el 11 de junio de 2010 en Wayback Machine.. El Horario de la biblioteca es de martes a viernes, de 8:30 a. m. a 3:30 p. m.

Publicaciones

Se realizan publicaciones acerca de historia natural, arqueología e historia de Costa Rica. Además se editan dos revistas científicas, Brenesia en la temática de historia natural y Vínculos acerca de arqueología. 

Sitio web

www.museocostarica.go.cr es el sitio oficial, en donde se presenta información detallada acerca de las exhibiciones, servicios, colecciones, investigaciones y novedades del Museo Nacional. También incluye un boletín electrónico mensual y el acceso a las bases de datos del Herbario Nacional y los sitios arqueológicos del país. 

## Colecciones

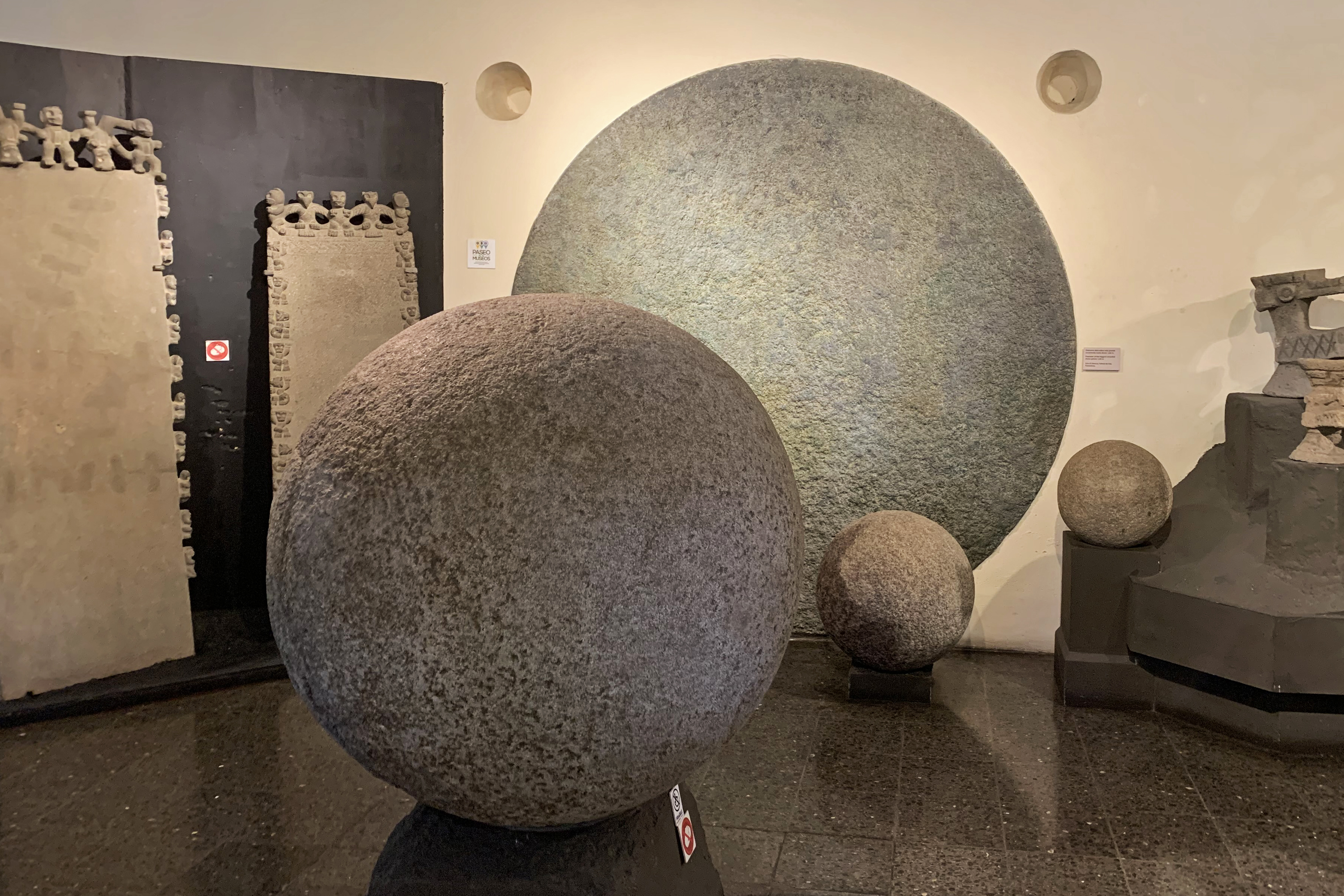
Esferas de piedra de Diquís de varios tamaños exhibidas en la Sala Precolombina.

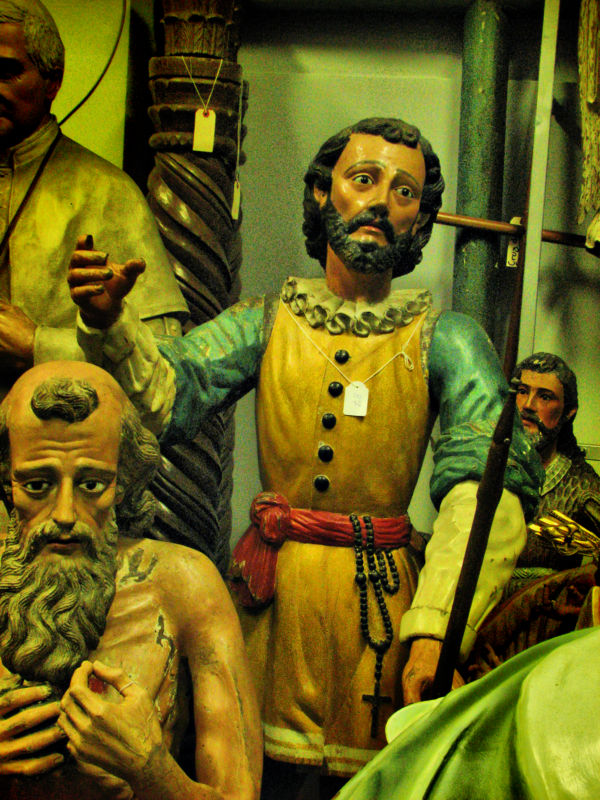
Colección Religiosa del Museo Nacional de Costa Rica.

El Museo Nacional cuenta con una gran variedad de colecciones, fruto de los proyectos de investigación y las donaciones. 

Historia Natural:
- El Herbario Nacional reúne 220.000 especímenes, entre hongos, líquenes, algas, musgos, helechos y plantas superiores.

- La colección ornitológica está compuesta por pieles, esqueletos, nidadas de huevos y nidos, suman aproximadamente 10,000 ejemplares.

- La colección entomológica cuenta con más de 19.000 ejemplares de mariposas diurnas y más de 12,000 ejemplares de otros grupos, como abejones, avispas, moscas y chinches, entre otros grupos menos numerosos.

- La colección de mamíferos incluye pieles y cráneos, pieles solas y cráneos sin piel; consta de casi 2.000 especímenes que representan a un 65% de la mastofauna costarricense.

- La colección geológica reúne más de 17.000 ejemplares, entre fósiles, rocas, minerales y moluscos.

Arqueología

- Colecciones con contexto: se han conformado gracias a las investigaciones en este campo, realizada por científicos nacionales y extranjeros. Incluye artefactos completos y fragmentos o tiestos de cerámica y lítica; restos de fauna, flora (palma, frijoles, maíz y gramíneas), metalurgia (cobre, oro y guanina) y restos humanos. Incluye más de 7500 cajas con materiales.

- Colecciones sin contexto: se compone de materiales que provienen básicamente de los decomisos realizados a comerciantes que intentan vender piezas arqueológicas ilegalmente y de entregas provenientes de coleccionistas. De estos artefactos no se tiene información precisa acerca de su procedencia. Asciende a 30.000 ejemplares aproximadamente e incluye cerámica, lítica, oro, cobre, jade, concha, hueso, madera y resina.

Historia

La colección histórica está compuesta por más de 33.000 bienes que reflejan el quehacer cotidiano de la sociedad costarricense, su desarrollo artístico, científico, técnico y cultural. Incluye bienes inmuebles (fragmentos de estructuras o edificios) y bienes muebles como artefactos personales, de comunicación, de transporte, recreativos, ceremoniales, mobiliario, documentos, herramientas y equipos, numismática y filatelia.

## Servicios especializados
Las áreas de investigación y manejo de colecciones brindan servicios especiales para estudiantes e investigadores, entre ellos:

Departamento de Historia Natural

- Visitas guiadas a las colecciones para grupos organizados.
- Consulta de material de las colecciones para investigadores.
- Consulta a especialistas en botánica, entomología (insectos), ornitología (aves), mastozoología (mamíferos) y geología (fósiles, rocas, minerales).
- Apoyo para identificar material botánico, zoológico y geológico.

Departamento de Protección del Patrimonio
- Atención de denuncias por comercio, traslado o exportación de bienes arqueológicos muebles.
- Peritajes (verificación de la autenticidad de los objetos y avalúo) por solicitud de las autoridades judiciales o instituciones del Estado.
- Autorizaciones para la exportación de reproducciones precolombinas y artesanías modernas.
- Consultoría técnica y profesional en el campo del Patrimonio Nacional Arqueológico en caso de repatriaciones, resolución alterna de conflictos y emisión de criterio especializado.
- Registro de colecciones arqueológicas privadas, así como los trámites de Registro Público del Patrimonio Nacional Arqueológico.

Departamento de Antropología e Historia
- Atiende denuncias por destrucción de sitios arqueológicos.
- Peritajes judiciales en casos de destrucción o alteración de sitios arqueológicos.
- Consultas al archivo de investigaciones arqueológicas, antropológicas e históricas.
- Consultas a la base de sitios arqueológicos (características, planos, informes, fotografías y las colecciones asociadas).

Programa de Museos Regionales y Comunitarios
- Apoyo y asesoría técnica y jurídica a museos durante el proceso de creación, desarrollo y/o funcionamiento de los mismos.
- Asesora en la elaboración y/o diseño de material gráfico e imagen institucional.
- Capacitaciones relacionadas con el quehacer museístico o de temas relacionados con la museología y el patrimonio cultural de Costa Rica.